# Wilhelm Volkmann
Wilhelm Volkmann (* 12. Juni 1837 in Leipzig; † 24. Dezember 1896 ebenda) war ein deutscher Buchhändler und Verleger. Volkmann war ab 1876 Stadtverordneter und seit 1880 Stadtrat in Leipzig.

## Leben

### Herkunft und Familie
Wilhelm entstammte der Familie Volkmann, aus der zahlreiche Wissenschaftler und Unternehmer hervorgegangen sind. Sein Vater war der Anatom und Physiologe Alfred Wilhelm Volkmann (1801–1877). Er war Professor an der Kaiserlichen Universität Dorpat und später an der Universität Halle, wo er mehrmals zum Rektor berufen wurde. Alfred Wilhelm heiratete am 20. September 1828 in Halle (Saale) Adelheit (Adele) (* 25. März 1808 in Leipzig; † 22. August 1884 in Halle), die Tochter von Gottfried Christoph Härtel (1763–1827), Inhaber einer Buch- und Musikalienhandlung.
Wilhelm war eines von zwölf Kindern des Paares. Sein älterer Bruder Richard von Volkmann (1830–1889) wurde Chirurg und Hochschullehrer an der Halleschen Universität. Er erhielt 1895 den persönlichen Adelsstand im Königreich Preußen. Von ihren Schwestern heiratete Anna (* 6. Dezember 1832; † 29. Mai 1901) den Rechtswissenschaftler August Anschütz und Fanny (* 18. Dezember 1841; † 24. März 1867) den Psychologen und Hochschullehrer Rudolf Heidenhain.
Wilhelm Volkmann heiratete Elisabeth, die Tochter von Friedrich Grimmer. Nach dem Tod ihres Mannes 1896 wurde sie Teilhaberin des Verlages Breitkopf & Härtel. Ihr gemeinsamer Sohn Ludwig Volkmann (1870–1947) wurde Kunsthistoriker. Er war erster Vorsitzender des Deutschen Buchgewerbevereins und Präsident der von ihm organisierten Internationalen Ausstellung für Buchgewerbe und Graphik in Leipzig. 1906 übertrug ihm seine Mutter ihre Anteile an der Firma Breitkopf & Härtel, deren Geschäftsführung er übernahm. Ludwig heiratete 1896 Henriette Ferdinande Luise Ida Maßmann, die Tochter des Reichsgerichtsrats und späteren Senatspräsidenten Wilhelm Maßmann.

### Beruflicher Werdegang
Wilhelm besuchte zunächst das Pädagogium in den Franckeschen Stiftungen Halle und später die Klosterschule in Zerbst. Er erhielt aber noch zusätzlich Privatunterricht. Von 1856 bis 1859 absolvierte Volkmann bei Hermann Eduard Anton in Halle seine Ausbildung zum Buchhändler. An der Leipziger Universität studierte er Literatur und Geschichte und war noch kurzzeitig in der Hofbuchhandlung von Hermann Burdach in Dresden tätig. 1860 begann er eine Lehre als Buchdrucker bei dem Verlag Breitkopf & Härtel in Leipzig.
Volkmann war der Enkel des Verlagsbesitzers Gottfried Christoph Härtel und wurde 1867 zum Prokuristen des Verlages ernannt. 1873 wurde er Teilhaber, 1880, zusammen mit seinem Vetter und Gesellschafter Oskar von Hase, Seniorchef und ab 1884 bis 1896 Mitbesitzer der Firma Breitkopf & Härtel in Leipzig. Er erwarb sich große Verdienste bei der Erhöhung der Leistungsfähigkeit der Verlagsdruckerei. Von 1875 bis 1884 verwaltete er das Amt des Rechnungsführers des Deutschen Buchdruckervereins und war Prinzipalvorsitzender und Rendant der Unterstützungskassen für Buchdruckergehilfen.
Seit 1876 war Volkmann Stadtverordneter und seit 1880 saß er im Stadtrat von Leipzig. Er wurde 1894 Schatzmeister des Börsenvereins der Deutschen Buchhändler zu Leipzig. Volkmann stiftete 1.000 Goldmark, deren Zinsen zur Weihnachtsbescherung in den vier Leipziger Armenhäusern bestimmt waren. Er starb am 24. Dezember 1896, im Alter von 59 Jahren, in seiner Geburtsstadt Leipzig.